# Platycerium grande
Platycerium grande es una especie de helecho perteneciente a la familia Polypodiaceae.

## Estado de conservación
El 2017 la República de Filipinas clasificó a través de un informe del departamento de Medio Ambiente y Recursos Naturales a Platycerium grande como una especie en peligro crítico de extinción.

## Galería
|                       |
| P. grande en cultivo. |

|                                                 |
| Plantones cultivados en un vivero en Filipinas. |

|                                |
| Vista en detalle de la fronda. |